# Ontslapeniskerk (Lviv)
De Kerk van de Ontslapenis van de Moeder Gods (Oekraïens: Успенська церква) is de belangrijkste orthodoxe kerk van de stad Lviv, Oekraïne.

## Geschiedenis
De eerste orthodoxe kerk op de plaats werd in opdracht van de Moldavische prins Alexandru Lăpușneanu in de jaren 1547-1549 gebouwd (de kerk wordt daarom ook wel de Walachse kerk genoemd). Rond de plaats van de Ontslapeniskerk ontwikkelde zich een concentratie van activiteiten van de orthodoxe gemeenschap in de stad. Vanaf het midden van de 16e eeuw werd hier de Ontslapenis-broederschap opgericht. Bij de kerk werd een school en drukkerij gebouwd. De eerste kerk brandde echter in 1571 geheel af. De bouw van de huidige kerk na de brand werd vooral mogelijk gemaakt door de aanzienlijke financiële steun van de Russische tsaar Fjodor I, de Griek Constantijn Korniakt, hetman Piotr Konaszewicz-Sahajdaczny en leden van de Moldavische adel. Aan de steun van de tsaar herinnert in de kerk een dubbelkoppige adelaar, symbool van het tsaristische Rusland. De toren en de Kapel van de Drie Hierarchen werden opgericht door de Constantijn Korniakt. De toren wordt beschouwd als een van de meest waardevolle momenten van de Poolse architectuur uit de 16e eeuw.

## Het complex

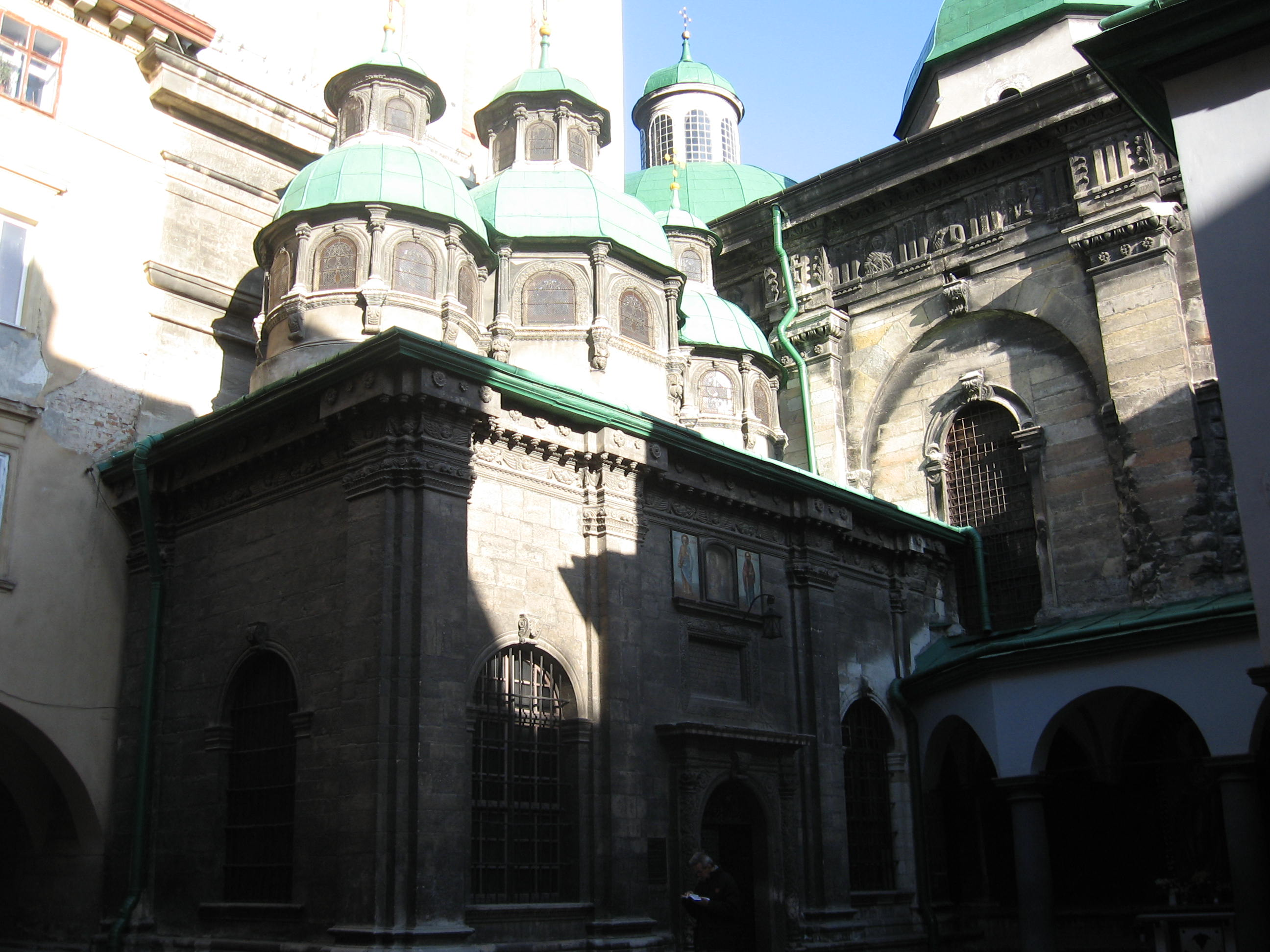
Kapel van de Drie Hierarchen

Het complex bestaat uit een drietal gebouwen:
- De in het jaar 1631 ingewijde Ontslapeniskerk werd in de stijl van de Italiaanse renaissance ontworpen en gebouwd door Paweł Rzymianin, Wojciech Kapinos en (vanaf 1598) Ambroży Przychylny. De muren worden verdeeld door pilasters, rondbogen en reliëfs en het gebouw heeft drie koepels met daarop lantaarns. Het interieur is ingericht met schilderijen uit de 17e en 18e eeuw en een iconostase van 1773. De glas-in-loodramen dateren uit de periode 1920-1930 en werden gemaakt door de impressionistische schilder Petro Ivanovitsj Kholodnyj. De reliëfs zijn het werk van de meesters van Lemberg: Constantijn en Jacob Koeltsjik.
- De Kapel van de drie Hierarchen is met de Hemelvaartkerk en de toren verbonden en werd door de architect Peter Krasowski in de jaren 1578-1591 gebouwd. De inwijding vond in 1591 plaats. De eenvoudige, rechthoekige constructie draagt net als de kerk drie koepels bekroond met lantaarns. Pilasters verdelen de gevel in drie delen met in het middendeel een uit steen gehouwen portaal met decoratieve reliëfs.
- De toren verraadt Byzantijnse, Italiaanse en Poolse invloeden en draagt de naam Korniakt-toren. De bouw van de 65 meter hoge klokkentoren werd mogelijk gemaakt door de Griekse handelaar in wijn, zijde en katoen, Constantijn Korniakt (* Rethimnon- † 01.08.1603 Lemberg). Constantijn Korniakt was lid van de orthodoxe broederschap, deed veel voor de orthodoxe gemeenschap in de destijds door katholieken bestuurde stad en werd na zijn dood in de crypte van de Ontslapeniskerk begraven. Tijdens de Turkse belegering van de stad in 1672 werd de drie verdiepingen tellende toren beschadigd door brand. De herbouw volgde in 1695 door de architect Peter Beber (* Breslau - † 1711 Krakau), die de toren verhoogde met nog een verdieping en van de barokke bekroning voorzag met op de vier hoeken gedraaide pinakels.